# Epidèmia de febre groga de Barcelona de 1870
El 1870 va tenir lloc a Barcelona un brot epidèmic de febre groga.

## Història
Aquesta epidèmia de febre groga es va concentrar en el segon semestre de l'any 1870, des d'agost fins a final d'any. Hi va haver un total de 1.235 morts. Mig segle abans havia tingut lloc una altra epidèmia de la mateixa malaltia, que havia acabat amb una quantitat de vides que s'ha xifrat en 3.251, i epidèmies de còlera en 1834, 1854, 1865 i 1885.

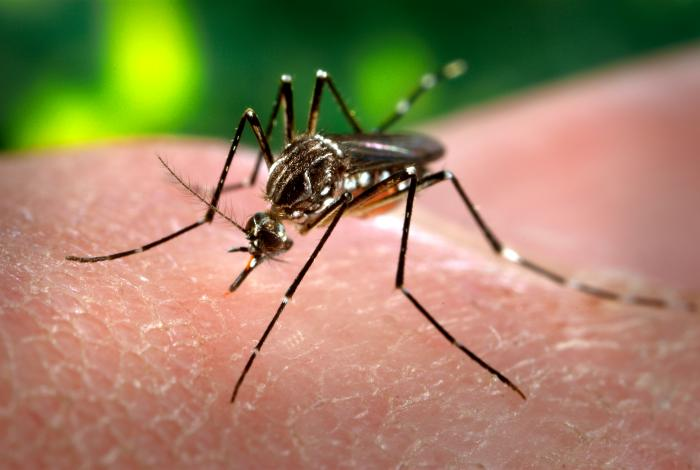
Mosquit Aedes aegypti, portador i transmissor de la febre groga
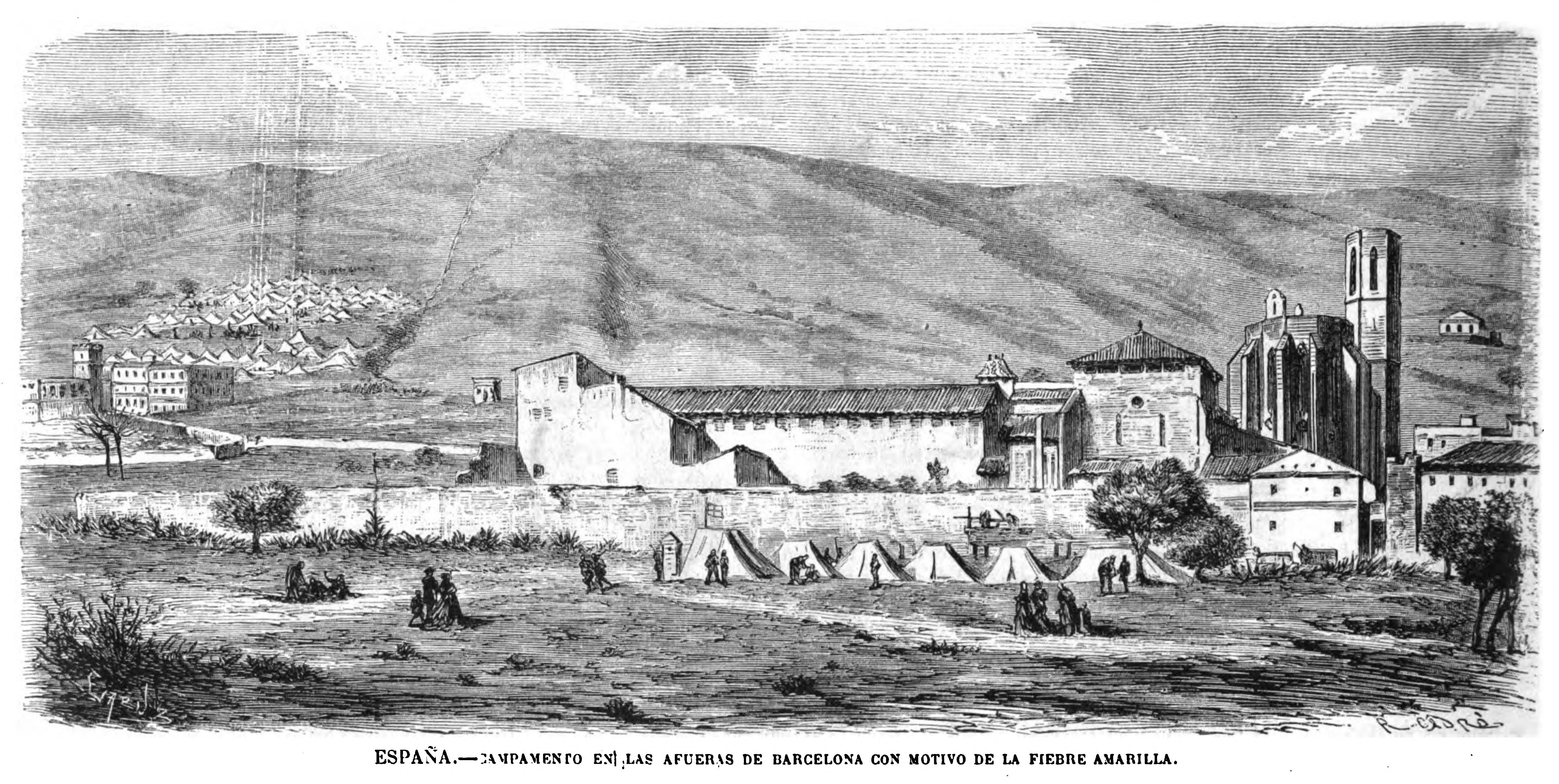
Campament als afores de la ciutat amb motiu de l'epidèmia